# 雨宮まみ
雨宮 まみ（あまみや まみ、本名非公表。1976年9月26日 - 2016年11月15日）は、AVライター、作家。福岡県出身。
自ら「AVライター」と名乗り主にエロの媒体で執筆する傍ら、エロ以外の媒体でも「雨宮まみ」として執筆していた。また、別名義では官能小説も執筆していた。2011年『女子をこじらせて』を出版。「こじらせ女子」という「自意識や自らの女性性への自己評価をこじらせた女性」をさす言葉の命名作家としてインタビューやコメントなどをすることが多かった。ペンネームの由来の一つは穂村弘の歌集『手紙魔まみ、夏の引越し（ウサギ連れ）』。

## 略歴
高校生まで地元の福岡で過ごし、大学進学で上京。フリーター、バニーガールなどの職を経てワイレア出版（大洋図書グループ）へ入社。エロ本の編集者として勤務した後、フリーのライターとなった。
ポット出版のWEBサイト上での連載「セックスをこじらせて」がタイトルを改め『女子をこじらせて』として書籍化。「こじらせ女子」が2013年度の新語・流行語大賞にノミネートされるなどの話題を生んだ。
2016年11月15日の早朝、自宅で事故により急逝。40歳没。11月17日、葬儀は親族のみで執り行わた。

## 作品

### 単著
- 『女子をこじらせて』（2011年、ポット出版 ISBN 978-4-7808-0172-9）（2015年、幻冬舎文庫 ISBN 978-4-344-42321-3）
- 『ずっと独身でいるつもり?』（2013年、KKベストセラーズ ISBN 978-4-584-13526-6）
- 『女の子よ銃を取れ』（2014年、平凡社）ISBN 978-4-582-83659-2
- 『タカラヅカ・ハンドブック』（2014年、新潮社）ISBN 978-4-10-336491-7
- 『東京を生きる』（2015年、大和書房）ISBN 978-4-479-39274-3
- 『自信のない部屋へようこそ』（2015年、ワニブックス）ISBN 978-4-8470-9374-6
- 『まじめに生きるって損ですか』（2016年、ポット出版）ISBN 978-4-7808-0228-3

### 共著
- 『エロの敵 今、アダルトメディアに起こりつつあること』（2006年9月28日、翔泳社) ISBN 4-7981-1108-2 共著・安田理央（『雨宮マミ』名義）
- 『だって、女子だもん!!: 雨宮まみ対談集』（2012年11月5日、ポット出版） ISBN 978-4-7808-0190-3 共著・湯山玲子／ 能町みね子／ 小島慶子／峰なゆか／おかざき真里
- 『愛と欲望の雑談』（2016年8月25日、ミシマ社）ISBN 978-4-903908-80-9 共著：岸政彦

### 雑誌連載
- 『音楽とこじらせ系』（2012年、音楽と人) 音楽と人
- 『キラメキ★男子ファイル』（2013年、Numero TOKYO) 扶桑社

### WEB連載
- 『東京』（2013年6月1日 - 2014年7月2日、大和書房[4]）
- 『女はみんな占いがお好き』（2012年8月30日 - 2013年11月1日、ココロニプロロ[5]）
- 『ずっと独身でいるつもり?』（2012年7月31日 - 2013年12月31日、マイナビニュース[6]）
- 『穴の底でお待ちしています』（2014年1月16日 - 2016年11月4日、ココロニプロロ[7]）
- 『失恋の残りもの』（2014年6月24日 - 2015年11月17日、マイナビニュース[8]）
- 『理想の部屋まで何マイル？』『私でもマンション買えますか？』（2015年7月9日 - 2016年10月27日、モチイエ女子web）
- 『40歳がくる！』（2016年5月16日 - 11月1日、大和書房[9]）

### 映画
- ロマンス　小田急電鉄の朝礼のリーダー（2015年8月29日全国公開　タナダユキ監督・脚本）

### アニメ
- 『すべてがFになる THE PERFECT INSIDER』脚本を分担担当（2015年10月9日 - 12月18日）

### オーディオドラマ
- 四季